# Марсель Сакраменто
Марсель Сілва Сакраменто (порт.-браз. Marcel Silva Sacramento; нар. 24 серпня 1987, Вера-Круз, Баїя, Бразилія) — бразильський футболіст, нападник.

## Життєпис
Футболом розпочав займатися в дитячо-юнацькій академії «Баїї», де відзначався бомбардирськими якостями. Виступав в одній віковій категорії разом з Авіно Кардозу Жуніором та Бруно Сезаром. Згодом переведений до першої команди вище вказаного клубу, де й розпочав дорослу футбольну кар'єру. У вересні 2005 року відправився в оренду до японського клубу «Альбірекс Ніїґата», але шансу проявити себе не отримав. Згодом повернувся до «Баїї», де став гравцем стартового складу. Також побував в оренді в «Сеарі». З 2008 по 2011 рік виступав за «Кальмар». Більшу частину сезону 2009 року провів в оренді в складі представника шведського Супереттану «Єнчепінг Седра». У наступному сезоні технічний гравець отримав більше довіри в «Кальмарі», де в Аллсвенскані провів 14 матчів, з яких 3 розпочав у стартовому складі. Навіть у 2011 році отримував відносно високу довіру; загалом провів 13 матчів у вищому дивізіоні шведського чемпіонату, однак закінчив своє перебування в клубі, коли в жовтні стало відомо, що контракт з бразильцем продовжувати керівництво не планує. Також встиг зіграти 5 матчів за «Кальмар» у Кубку УЄФА/Лізі Європи УЄФА.
У сезоні 2016 року відзначився 21-м голом у чемпіонаті Індонезії